# Gotikhaus (Puławy)

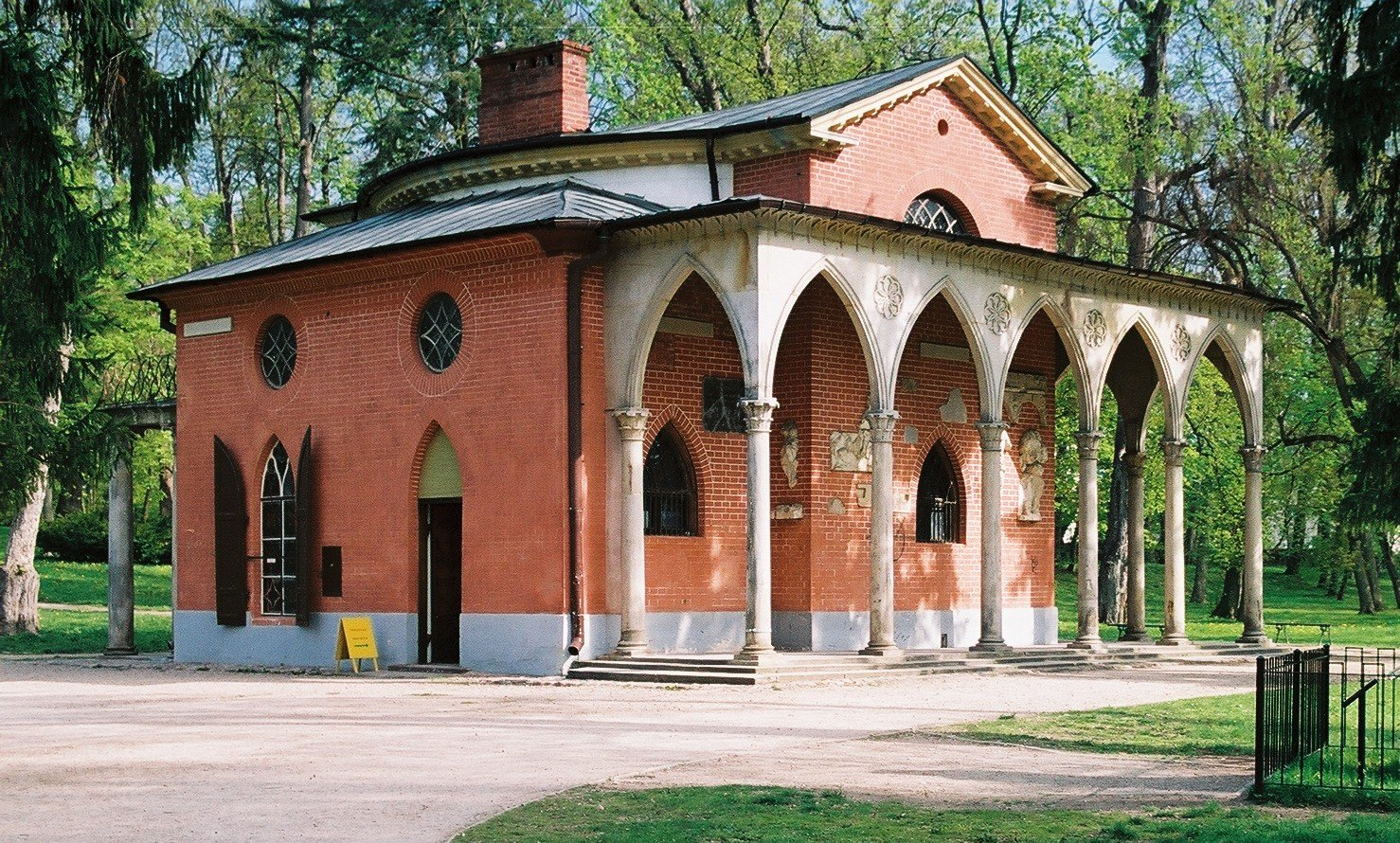
Frontansicht

Das Gotikhaus (polnisch: Domek Gotycki) im Puławyer Czartoryski-Park ist ein neugotischer Pavillon, der im 19. Jahrhundert von Chrystian Piotr Aigner für die polnische Magnatin Izabela Czartoryska errichtet worden ist.

## Geschichte
Das Gebäude wurde im 17. Jahrhundert als Pavillon für den nahegelegenen Palast gebaut. Der Pavillon wurde 1794 im russisch-polnischen Krieg zerstört. Czartoryska ließ den Pavillon 1801 bis 1809 im neugotischen Stil wieder aufbauen. Hierbei ließ sie antike Lapidaria einbauen, die sie auf ihren Reisen nach Italien und Spanien gesammelt hatte. Zweck des Pavillons war der Ausbau der Kunstsammlung der Czartoryskis, für die der Sibyllentempel zu klein geworden war. Die Czartoryskis stellten ihre Kunstschätze, zu denen Werke von Leonardo da Vinci, Rafael und Rembrandt gehörten, im Gotischen Haus und im Sibyllentempel im ersten polnischen öffentlichen Museum der Öffentlichkeit zur Verfügung. Nach der Niederschlagung des Novemberaufstandes 1831 wurden die Güter der Czartoryski enteignet und die Kunstschätze, die die Czartoryskis nicht rechtzeitig nach Krakau (Czartoryski-Museum) ausführen konnten, nach St. Petersburg verbracht. Nach dem Ersten Weltkrieg kamen die erhaltenen Kunstschätze, wie z. B. die gotischen Wawel-Köpfe zurück nach Polen, wo sie wieder auf den Wawel kamen. Im Gotikhaus befindet sich heute eine Ausstellung, die an die Blütezeit der Kunstsammlung von Puławy anknüpft.